# Briegden
Briegden is een gehucht van Gellik, dat zelf een deelgemeente is van de Belgische gemeente Lanaken. Het gehucht telde 268 inwoners in 2013. 
Briegden is het beginpunt van het Kanaal Briegden-Neerharen, het verbindingskanaal tussen het Albertkanaal, waaraan Briegden ligt, met de Zuid-Willemsvaart. Over het Albertkanaal ligt de brug bij Briegden en de Spoorbrug bij Gellik. 
Uniek in Briegden is een holle weg.

## Galerij

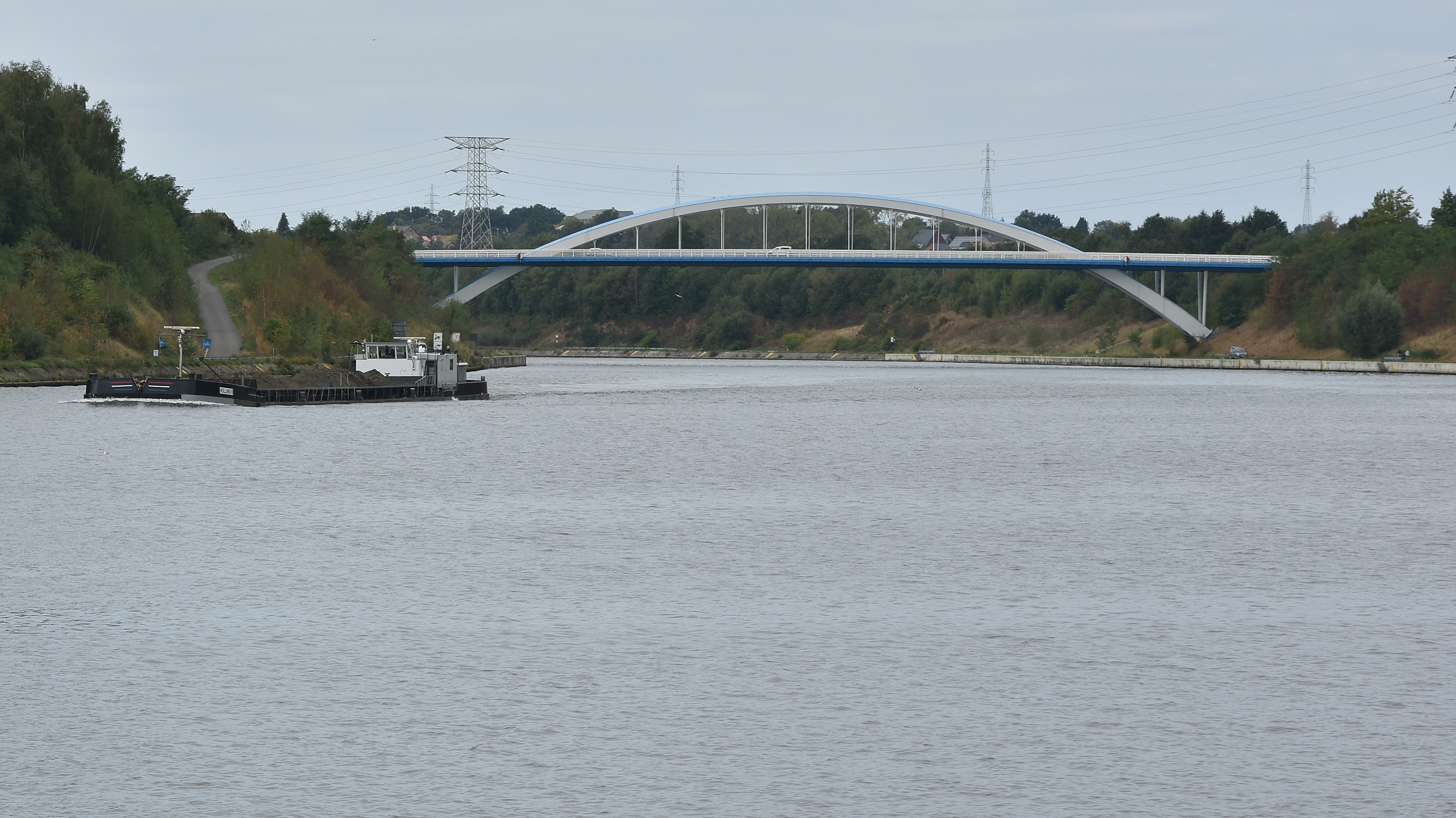
De brug bij Briegden

Deelgemeenten: Gellik · Lanaken · Neerharen · Rekem · Veldwezelt

Overige kernen: Briegden · Kesselt · Smeermaas

Belgische gemeenten · Arrondissement Tongeren · Limburg · Vlaanderen